# Яссе Туомінен
Яссе Туомінен (фін. Jasse Tuominen, нар. 12 листопада 1995, Куопіо) — фінський футболіст, нападник шведського клубу «Геккен». Виступав, зокрема, за клуб «Лахті» та національну збірну Фінляндії.

## Клубна кар'єра
Вихованець футбольного клубу «Рейпас», але дорослу кар'єру розпочав в іншому клубі з рідного міста — «Лахті». Дебют Туомінен в головній команді «Лахті» відбувся 1 лютого 2013 року в поєдинку Кубка ліги проти ТПС з Турку (0:0). До речі, в тому сезоні "Лахті", який не хапав зірок з неба, став переможцем третього за значимістю національного турніру. Правда, в фіналі Яссе задіяний не був, чого не скажеш про вирішальний поєдинок Кубка Ліги 2016, в якому Туомінен відіграв від дзвінка до дзвінка проти СІКа. Справа дійшла до серії пенальті, і «Лахті» виявився сильнішим - 4:3.
Взагалі ж в сезонах 2013-2014 років Туомінен захищав кольори переважно другої команди «Лахті», яка виступала в третьому за рангом дивізіоні. Навесні 2015 року Туомінен був відданий в оренду представнику другої ліги «Міккелін Паллоільят» з Міккелі. Там Яссе перебував до кінця літа. Його якісна гра стала сигналом для босів "Лахті", які в спішному порядку відкликали футболіста в основну команду - у всіх шести осінніх поєдинках Туомінен з'являвся в стартовому складі.
У чемпіонаті Фінляндії 2016 року Яссе став не просто лідером, а найкращим бомбардиром «Лахті» (10 голів).
У лютому 2017 року прибув на перегляд в білоруський клуб БАТЕ, і в березні клуби домовилися про трансфер нападаючого. Відтоді встиг відіграти за команду з Борисова 6 матчів в національному чемпіонаті.

## Виступи за збірні
За декілька років Туомінен пройшов шлях від юніорської до національної збірної Фінляндії. Протягом 2015–2016 років залучався до складу молодіжної збірної Фінляндії. На молодіжному рівні зіграв у 7 офіційних матчах, забив 1 м'яч.
Дебют за головну команду країни відбувся 9 січня нинішнього року в контрольному поєдинку проти збірної Марокко (1:0) - Яссе вийшов на заміну на 73-ій хвилині. А через три дні зіграв заключні 30 хвилин спарингу зі збірною Словенії (0:2).

## Досягнення
- Кубок фінської ліги
  -  Володар (3): 2013, 2016, 2025

- Чемпіон Білорусі
  -  Чемпіон (2): 2017, 2018